# Tri račice
Tri račice je slovenska ljudska pripoved, ki izhaja iz Špetra. Pripovedovala jo je nona Teresa v dvojezičnem vrtcu v Špetru, v šolskem letu 1992/93. Pripoved je izšla v zbirki Pravce iz Benečije leta 1995.

## Obnova pravljice
Bile so tri račice, ena malo večja, druga srednja in tretja najmanjša. Račice so prosile mamo, če jih spusti v gozd, da bi se igrale, pa jim je rekla, da morajo biti pred temo doma, ker je ponoči v gozdu nevarno in lahko pride volk in jih požre. Račice so ji obljubile, da bodo doma preden pade tema. Hodile so po gozdu tako daleč, da jih je ujela tema in niso znale nazaj domov. Začele so jokati, ker niso vedele kaj naj storijo, saj bo prišel volk. Največja račica je rekla, naj ju ne bo strah, naredile si bodo hišico iz listja in se vanjo vse tri skrile. Vse tri račice so hitro prinesle listje in naredile hišico. Takrat pa je v hišico skočila največja račica in zaprla vrata. Tako sta dve račici ostali sami zunaj. Pa je rekla srednja mali račici, da bosta skupaj naredili hišico iz vej. Ko sta jo naredili, pa srednja račica vidi, da je prostora samo za eno, zato gre v hišico in zapre vrata. Mala račica si ni znala zgraditi svoje hišice in je začela jokati. Takrat pa je mimo prišel pobič, ki je slišal malo račico. Ta se mu je zasmilila, ker sta jo sestri zapustili, in jo je odnesel domov. Ponoči pa je začel tuliti volk. Račici sta se stisnili v svoji hišici, da ju ne ni slišal. Volk pa je bil bister in je hitro najdel prvo hišico iz listja. Pihnil je, in listje se je razletelo, tako da je račica ostala brez hiše. Volk je skočil na račico in jo požrl. Šel je naprej in našel še drugo hišico, jo pretresel in hišica se je podrla. Volk je skočil na srednjo račico in jo požrl. Vedel je, da je nekje še ena račica in tudi njo je hotel požreti. Prišel je do pobičeve hiše in skozi okno zagledal račico. Pihal je v hišo, jo pretresel, vendar je bila iz kamenja in se ni hotela podreti. Volk je splezal na streho in se hotel spustiti po dimniku. Pobič pa je zanetil ogenj in pristavil velik lonec z vodo. Ko se je volk spustil po dimniku je padel v vrelo vodo in poginil. Mala račica se je zjutraj odpravila domov in povedala mami, kaj se je zgodilo. Živela je srečno in še mnogo let ni šla sama daleč od doma.

## Analiza pravljice
Književni liki:
Glavni: tri račice
Stranski: mama račka, volk, pobič
Književni (dogajalni) kraj:
Bližina gozda, gozd (račke prosijo mamo, če se grejo lahko v gozd igrati)
Književni čas:
Noč (račke se ponoči v gozdu izgubijo)
Tema:
Tri račice
Motivi:
Tri račice, volk, gozd, noč, pobič
Pripovedovalec:
Tretjeosebni (vsevedni)

## Liki
V zgodbi nastopa šest likov, in sicer tri račice, mami račka, volk in pobič. Mami račka je predstavljena kot skrbna in previdna, saj svari svoje račice, da so pred temo doma, da jih ne najde volk. Število račic je pravljično število, tri. starejši račici sta predstavljeni kot neskrbni in nezaščitniški do mlajše sestre. Volk je, tako kot v vseh pravljicah, predstavljen kot nevaren in požrešen, na koncu pa konča kot v vseh pravljicah, pogine. Pobič se pojavi kot dobra vila, rešitelj, ker reši najmanjšo račico pred požrešnim volkom. 

## Interpretacija dela
Tri račice je zanimiva in tudi poučna pravljica. Zanimivo na samem začetku je bilo to, da je omenjena samo mati, o očetu ni povedano nič. Tako kot tudi v veliko drugih pravljicah (Rdeča Kapica, Volk in sedem kozličkov,...), je tudi tu skrbnica samo mati . V zgodbi so tri sestre, tri račice, za katere bi mislili, da so kot običajne sestrice. Vendar ni tako. Starejši sestri nista ljubeznivi in skrbni do mlajše, kot smo na to navajeni v vsakdanjem življenju. Naloga starejših bratov in sester je, da pazijo na mlajše, tu pa sta starejši poskrbeli zase, mlajšo pa prepustili samo sebi. Izkažeta se kot egoistki. Vendar pa se jima to vedenje na koncu povrne, saj obe končata v volkovem želodcu, mlajša račica pa se živa in zdrava vrne domov. Starejši račici si lahko predstavljamo kot zlobni polsestri v Pepelki, kjer sta tudi sestri želeli najslabše.

## Motivno-tematske povezave
V naslovu Tri račice se pojavi pravljično število tri, ki ga zasledimo tudi v drugih pravljicah kot so Tri botre lisičice, Trije lenuhi, Trije jajčki, Trije modri nauki, Trije velikani, Tri pomaranče,... 
Motiv volk je prisoten tudi v drugih pravljicah: Trije prašički, Volk in sedem kozličkov, Rdeča Kapica, Volk in lisica na motorju, Volk in modra lisica,... Volk je v vseh pravljicah predstavljen kot zloben in požrešen.  
Glede na odnos med sestrami je zgodba podobna Pepelki, kjer tudi njeni polsestri nista skrbni do Pepelke in skrbita le zase. 
Sama zgodba in konec pa spominja na pravljico Trije prašički, ki si tudi gradijo vsak svojo hišo iz slame, lesa in opeke. Volk prve dve hiši odpihne, zidane pa ne more. Tudi v tej zgodbi volk konča v vrelem loncu.
Tri račice se prav tako kot Janko in Metka ponoči izgubijo v gozdu.

## Izdaje
- Tri račice : slovenska ljudska pravljica, Trst : Devin, 1995